# Lagún
Lagún, Lagun – miejscowość (plaats) i osada (buurt) w dystrykcie Bandabou, w kraju autonomicznym Curaçao, należącym do Holandii, w Ameryce Południowej. 20 października 2023 r. liczyła 301 mieszkańców. Leży na zachodnim brzegu wyspy, znajduje się tutaj muzeum Museo Tula.

## Położenie
Lagún znajduje się ok. 40 km od stolicy wyspy Willemstad, oraz ok. 30 km od jedynego portu lotniczego na wyspie.  

## Osady
Jedna osada (buurt) wchodzi w skład miejscowości:
| Lp. | Nazwa | Powierzchnia km² | Liczba mieszkańców |
| --- | ----- | ---------------- | ------------------ |
| 1.  | Lagún | 11,65            | 178                |

## Gospodarka
Gospodarka miejscowości oparta jest głównie na turystyce oraz rybołówstwie. Znajduje się tu hotel, szkoła nurkowania oraz mała plaża Playa Lagun, którą powszechnie uznaje się jedną z najpiękniejszych na wyspie.